# Чемпионат мира по конькобежному спорту на отдельных дистанциях 2011
Чемпионат мира по конькобежному спорту на отдельных дистанциях 2011 года прошёл с 10 по 13 марта на катке «Макс Айер Арена» в Инцелле (Германия), покрытом крышей незадолго перед чемпионатом.

## Медалисты

### Мужчины
| Дистанция       | Золото                                               | Золото   | Серебро                                                 | Серебро | Бронза                                                  | Бронза  |
| --------------- | ---------------------------------------------------- | -------- | ------------------------------------------------------- | ------- | ------------------------------------------------------- | ------- |
| 500 м           | Ли Гю Хёк · Республика Корея                         | 69.10    | Дзёдзи Като · Япония                                    | +0.32   | Ян Смекенс · Нидерланды                                 | +0.33   |
| 1000 м          | Шани Дэвис · США                                     | 1.08.45  | Кьелд Нёйс · Нидерланды                                 | + 0.22  | Стефан Гротхёйс · Нидерланды                            | + 0.28  |
| 1500 м          | Хавард Бёкко · Норвегия                              | 1.45.04  | Шани Дэвис · США                                        | + 0.05  | Лукас Маковски · Канада                                 | + 0.18  |
| 5000 м          | Боб де Йонг · Нидерланды                             | 6.15.41  | Ли Сын Хун · Республика Корея                           | + 2.04  | Иван Скобрев · Россия                                   | + 2.06  |
| 10000 м         | Боб де Йонг · Нидерланды                             | 12.48.20 | Боб де Врис · Нидерланды                                | + 16.42 | Иван Скобрев · Россия                                   | + 19.97 |
| Командная гонка | США · Шани Дэвис · Тревор Марсикано · Джонатан Кук · | 3:41.72  | Канада · Матьё Жиру · Лукас Маковски · Денни Моррисон · | +0.13   | Нидерланды · Боб де Врис · Ян Блокхёйсен · Кон Фервей · | +1.72   |

### Женщины
| Дистанция       | Золото                                                        | Золото  | Серебро                                                      | Серебро | Бронза                                                         | Бронза  |
| --------------- | ------------------------------------------------------------- | ------- | ------------------------------------------------------------ | ------- | -------------------------------------------------------------- | ------- |
| 500 м*2         | Дженни Вольф · Германия                                       | 75.93   | Ли Сан Хва · Республика Корея                                | +0.24   | Ван Бэйсин · Китай                                             | +0.46   |
| 1000 м          | Кристин Несбитт · Канада                                      | 1.14.84 | Ирен Вюст · Нидерланды                                       | + 0.58  | Хизер Ричардсон · США                                          | + 0.61  |
| 1500 м          | Ирен Вюст · Нидерланды                                        | 1.54.80 | Диана Валкенбург · Нидерланды                                | + 1.47  | Йорин Ворхёйс · Нидерланды                                     | + 2.50  |
| 3000 м          | Ирен Вюст · Нидерланды                                        | 4.01.56 | Мартина Сабликова · Чехия                                    | + 0.51  | Штефани Беккерт · Германия                                     | + 2.72  |
| 5000 м          | Мартина Сабликова · Чехия                                     | 6.50.83 | Штефани Беккерт · Германия                                   | + 4.16  | Клаудия Пехштайн · Германия                                    | + 10.07 |
| Командная гонка | Канада · Кристин Несбитт · Бриттани Шусслер · Синди Классен · | 2:59.74 | Нидерланды · Ирен Вюст · Диана Валкенбург · Маррит Ленстра · | +0.69   | Германия · Штефани Беккерт · Изабелль Ост · Клаудия Пехштайн · | +2.08   |

### Медальный зачёт
| Место | Страна           | Золото | Серебро | Бронза | Всего |
| ----- | ---------------- | ------ | ------- | ------ | ----- |
| 1     | Нидерланды       | 4      | 5       | 4      | 13    |
| 2     | Канада           | 2      | 1       | 1      | 4     |
| 2     | США              | 2      | 1       | 1      | 4     |
| 4     | Республика Корея | 1      | 2       | 0      | 3     |
| 5     | Германия         | 1      | 1       | 3      | 5     |
| 6     | Чехия            | 1      | 1       | 0      | 2     |
| 7     | Норвегия         | 1      | 0       | 0      | 1     |
| 8     | Япония           | 0      | 1       | 0      | 1     |
| 9     | Россия           | 0      | 0       | 2      | 2     |
| 10    | Китай            | 0      | 0       | 1      | 1     |
| Всего | Всего            | 12     | 12      | 12     | 36    |